# Oscar Nogués
Oscar Nogués Farré (Banyeres del Penedès, 21 mei 1978) is een Spaans autocoureur.

## Carrière
Nogués won de Spaanse Seat Leon Supercopa in 2005 en 2006 en won ook de eerste Seat Leon Eurocup in 2008. Door zijn resultaten in deze kampioenschappen mocht hij in 2006 op het Circuit Ricardo Tormo Valencia, in 2007 op het Autodromo Nazionale Monza en in 2008 op het Circuit de Pau enkele races rijden in het World Touring Car Championship voor het fabrieksteam van Seat. Zijn beste resultaat was een twaalfde plaats in de eerste race op Monza in 2007.
Nogués werd in 2008 tweede in de European Touring Car Cup achter Michel Nikjaer. Ook won hij voor het team Sunred Seven de 24 uur van Barcelona in 2009.